# Piero Operto
Piero Operto (Torino, 20 dicembre 1926 – Superga, 4 maggio 1949) è stato un calciatore italiano, di ruolo difensore.

## Caratteristiche tecniche
Giocava come terzino sinistro. Aveva una discreta resistenza fisica, e sapeva involarsi spesso sulla fascia sinistra per lanciare le azioni e allungare la squadra. La sua caratteristica migliore era il colpo di testa, a cui ricorreva in più occasioni, data la sua ottima elevazione.

## Carriera
Operto giunse dal Casale nell'estate del 1948, dopo due buone stagioni impreziosite da quattro reti. Non aveva ancora 22 anni quando approdò al Torino, scoperto da Mario Sperone,  che fece diverse pressioni sulla dirigenza per averlo in granata.
Complice l'infortunio di Maroso, Operto trovò spazio come titolare nelle prime giornate del campionato 1948-1949. Debuttò nella gara interna del Torino contro la Roma, al Filadelfia,  il 3 ottobre del 1948. I granata si imposero per 4-0, e la prestazione di Operto impressionò positivamente anche coloro che non lo conoscevano ancora. A fine stagione collezionò 11 presenze; il ritorno in squadra di Maroso, titolare da molto tempo, gli impedì di giocare con più continuità.
Con Guglielmo Gabetto, era l'unico torinese purosangue presente in squadra. Nonostante non giocasse molto, venne convocato per l'amichevole tra il Torino e la formazione portoghese del Benfica.
Perse la vita durante il viaggio di ritorno con i suoi compagni di squadra, nella tragedia di Superga, il 4 maggio 1949. Era fratello minore del calciatore Giovanni Operto.
Operto venne sepolto presso il cimitero monumentale di Torino.

## Palmarès
- Campionato italiano: 1

Torino: 1948-1949